# Le Livre maléfique

Le livre maléfique, ou Un monstre pour Halloween au Québec, (The Haunting Hour: Don't Think About It) est un téléfilm d'horreur américain réalisé en 2007 par Alex Zamm, inspiré des nouvelles pour enfants de R. L. Stine, avec Emily Osment (Hannah Montana) et Cody Linley.

## Synopsis
Cassie, une jeune fille, arrive dans son nouveau lycée où la vie n’est pas simple. Cassie doit supporter son petit frère qui est vraiment agaçant avec elle et dès le premier jour elle se fait une grande ennemie : Priscilla la fille la plus populaire et plus peste du lycée. Mais elle se console en jouant des mauvais tours à son petit frère, Max.
À l’approche d’Halloween, elle se rend dans une boutique et y trouve un livre mystérieux, intitulé La chose maléfique. Max la supplie de lui lire l’histoire, malgré l’avertissement « ne pas lire à voix haute ». Alors qu’elle arrive à la dernière page du livre, un deuxième avertissement mentionne « ne pas penser à la chose ». Mais Max y pense. Débute alors une mystérieuse et terrifiante aventure…

## Distribution
- Emily Osment : Cassie Keller
- Alex Winzenread : Max Keller
- Cody Linley (VF : Yoann Sover) : Sean Redford
- Brittany Curran (VF : Edwige Lemoine) : Priscilla
- Michelle Duffy : Eileen Keller
- John Hawkinson : Jack Keller
- Tobin Bell : The Stranger

## À propos de R.L. Stine
R.L. Stine, l’un des auteurs de romans fantastiques les plus célèbres au monde. Il a écrit la série Chair de Poule de 1992 à 1998. Cette série de livres à succès à caractère fantastique a été vendue à 12 millions d’exemplaires en France. Cet auteur connait un succès mondial puisque plus de 300 millions de livres ont été vendus dans le monde et cette collection a été traduite dans 20 langues différentes !